# Taygetis kerea
Taygetis kerea är en fjärilsart som beskrevs av Butler 1869. Taygetis kerea ingår i släktet Taygetis och familjen praktfjärilar. Inga underarter finns listade i Catalogue of Life.